# Weltentwicklungsbericht
Der Weltentwicklungsbericht (World Development Report) ist ein seit 1978 jährlich veröffentlichter Bericht der Weltbank, der jeweils einem übergreifenden und für die aktuelle Entwicklungsdiskussion bedeutsamen Thema gewidmet ist.
Davon zu unterscheiden ist der seit 1990 alle ein bis zwei Jahre publizierte Human Development Report (Bericht über die menschliche Entwicklung) des Entwicklungsprogramms der Vereinten Nationen, der gelegentlich auch als Weltentwicklungsbericht bezeichnet wird.

## Berichte
Der Weltentwicklungsbericht erscheint in mehreren Sprachen, neben englisch u. a. auf Arabisch, chinesisch, französisch und spanisch. Einige Veröffentlichungen sind auch auf Deutsch erschienen.
Die Titel der Weltentwicklungsberichte seit 1999:
- The Middle-Income Trap (2024)
- Migrants, Refugees, and Societies (2023)
- Finance for an Equitable Recovery (2022)
- Data for Better Lives (2021)
- Trading for Development in the Age of Global Value Chains (2020)
- The Changing Nature of Work (2019)
- The changing Nature of Work (2018)
- Governance and the Law (2017)
- Digital Dividends (2016)
- Mind, Society, and Behavior (2015)
- Risk and Opportunity (2014)
- Jobs (2013)
- Gleichberechtigung der Geschlechter und Entwicklung (2012)
- Konflikte, Sicherheit und Entwicklung (2011)
- Klimawandlung und Entwicklung (2010)
- Umgestaltung ökonomischer Geografie (2009)
- Agriculture for Development (2008)
- Development and the Next Generation (2007)
- Equity and Development (2006)
- A Better Investment Climate for Everyone (2005)
- Making Services Work For Poor People (2004)
- Sustainable Development in a Dynamic World (2003)
- Building Institutions for Markets (2002)
- Attacking Poverty (2000/2001)
- Entering the 21st Century (1999/2000)
- Knowledge for Development (1998/1999)

Weitere zentrale Weltbank-Berichte sind der „Global Economic Prospects“, „Global Development Finance“ und „Doing Business“.